# Bengalia concava
Bengalia concava är en tvåvingeart som beskrevs av Malloch 1927. Bengalia concava ingår i släktet Bengalia och familjen spyflugor. Inga underarter finns listade i Catalogue of Life.